# واين مور (لاعب كرة قدم أمريكية)
واين مور (بالإنجليزية: Wayne Moore)‏ هو لاعب كرة قدم أمريكية أمريكي، ولد في 17 أغسطس 1945 في بومونت في الولايات المتحدة، وتوفي في 19 أغسطس 1989 في ميامي في الولايات المتحدة بسبب نوبة قلبية.

## وصلات خارجية
- واين مور على موقع كلية كرة السلة في سبورتس رفرنس.كوم (الإنجليزية)
- واين مور على موقع مرجع كرة القدم المحترفة.كوم (الإنجليزية)